# Adolf Feuring
Adolf Feuring (* 15. Februar 1902 in Niederlaasphe; † 7. Juni 1998 in Altena) war ein deutscher Verwaltungsbeamter und Politiker (SPD).

## Leben
Nach dem Schulbesuch absolvierte Feuring von 1918 bis 1922 eine Ausbildung bei der Reichsbahn. Er trat anschließend in den preußischen Staatsdienst ein und war seit 1925 bei Landesbehörden, unter anderem in Hamburg tätig. 1939 wurde er als Verwaltungsbeamter beim Reichsstatthalter in Reichenberg eingesetzt. Von 1943 bis 1945 nahm er als Soldat am Zweiten Weltkrieg teil und geriet zuletzt in Gefangenschaft.
Nach seiner Entlassung aus der Kriegsgefangenschaft war Feuring von 1947 bis 1950 als Verwaltungsbeamter beim Regierungsbezirk Arnsberg tätig. Im Anschluss amtierte er als Oberkreisdirektor des Landkreises Altena.
1958 bekam Feuring das DRK-Ehrenzeichen des DRK-Landesverbandes Westfalen-Lippe verliehen. Er war Träger des Bundesverdienstkreuzes 1. Klasse (1967).
Feuring schloss sich 1922 der DDP an, aus der 1930 die Deutsche Staatspartei (DStP) hervorging. Zum 1. Mai 1937 trat er als Kreisoberinspektor der NSDAP bei (Mitgliedsnummer 4.051.667). 1946 trat er der SPD bei.
Feuring rückte am 2. Januar 1967 für den ausgeschiedenen Abgeordneten Udo Hein über die Landesliste Nordrhein-Westfalen in den Deutschen Bundestag nach, dem er bis 1969 angehörte.

## Schriften
- Bürokunde und Amtssprache / von Adolf Feuring u. Heinrich Korte, Reihe: Die Bücher der Verwaltung Band 9, Spaeth & Linde, Berlin 1943
- Die Stadt Altena und ihre Verbundenheit mit dem Kreis. 1988